# Освободите Вилли 2: Новое приключение
«Освободи́те Ви́лли 2: Но́вое приключе́ние» (англ. Free Willy 2: The Adventure Home) — семейный фильм 1995 года режиссёра Дуайта Х. Литтла. Продолжение фильма «Освободите Вилли» (1993).

## Сюжет
Разворачивается два года спустя после того, как Вилли был выпущен на волю.
Джесси со своей семьёй отправляются на отдых, в кемпинговый лагерь на берегу Атлантического океана. Там он совершенно случайно узнаёт от старого знакомого, полицейского Дуайта, что его родная мать в течение восьми лет жила с другой семьёй в Нью-Йорке и умерла, оставив сводного брата Элвиса, который должен вот-вот приехать к Джесси и присоединиться к их семье. Расстроенный, в глубокой ночи Джесси уходит на берег моря, по привычке играет на губной гармошке, и внезапно появляется Вилли, услышав старый и любимый звук. Так состоялась встреча двух старых друзей.
Однако радость была недолгой: несколько дней спустя в этом районе сел на мель нефтяной танкер, при этом образовалась течь, и по океану стало стремительно расплываться нефтяное пятно, превращая ситуацию в экологическую катастрофу. При этом серьёзно пострадал Вилли и его сестра Луна, а Джесси с индейцем по имени Рендельф прикладывают все усилия, чтобы спасти китов не только от нефтяной опасности, но и от судовладельцев, которые, воспользовавшись ситуацией, планировали выловить китов из бассейна океана и продать их по страховочной цене.

## В ролях
| Актёр                 | Роль              |
| --------------------- | ----------------- |
| Джейсон Джеймс Рихтер | Джесси Гринвуд    |
| Кейко                 | Вилли             |
| Фрэнсис Капра         | Элвис             |
| Мэри Кейт Шеллхардт   | Надин             |
| Аугуст Шелленберг     | Рендельф Джонсон  |
| Майкл Мэдсен          | Глен Гринвуд      |
| Джейн Аткинсон        | Энни Гринвуд      |
| Майкелти Уильямсон    | Дуайт Мерсер      |
| Элизабет Пенья        | доктор Кейт Хейли |
| Джон Тенни            | Джон Милнер       |
| Майкл Эммет Уолш      | Билл Уилкокс      |
| Джон Консидайн        | командир Блейк    |

## Награды
- 1996 — Kids’ Choice Awards — Любимое животное (Кейко)

## Отзывы
Фильм получил в основном негативные отзывы кинокритиков. На сайте Rotten Tomatoes положительными оказались 36 % рецензий. На Metacritic средний рейтинг фильма составляет 79 балла из 100 на основе 14 рецензии, что является в целом благоприятной оценкой.